# Полицейский, воротила, отчаянная молодёжь
«Полицейский, воротила, отчаянная молодёжь» (кит. трад. 差人大佬博命仔, палл. Ча жэнь да лао бо мин цзай) или «Братья» (англ. The Brothers) — гонконгский драматический боевик, срежиссированный Хуа Шанем по сценарию Линь Чжаньвэя, спродюсированный Шао Жэньмэем под баннером киностудии братьев Шао. В фильме снимались Лю Юн, Дэнни Ли,  Чау Лайкюнь, Ку Фэн и Нам Хун. Кинофильм является ремейком болливудского боевика «Стена» (1975), сценарий к которому написали Салим Хан и Джавед Ахтар. В свою очередь «Братья» послужили источником вдохновения для «Светлого будущего» Джона Ву и сыграли ключевую роль в создании жанра «героического кровопролития» (heroic bloodshed) гонконгского боевого кино 1980-х.

## Сюжет
Семья Чжан проживает вблизи пристани. Глава семьи — сельский староста. Немецкий делец выражает желание купить участок прибрежной земли. Чжан возглавляет группу местных жителей, выступающих резко против продажи, но люди иностранца похищают жену и двух сыновей Чжана, Чжигана и Чжицяна, поэтому тот вынужден подписать документы. Селяне не знают, что случилось на самом деле, поэтому провозглашают главу предателем. Они делают татуировку на руке его старшего сына, Чжигана, в которой написано «сын предателя».
Отец уходит из жизни, и остальные члены семьи уходят из деревни. Мать и старший сын зарабатывают средства, чтобы младший сын мог пойти в школу. Спустя много лет Чжицян поступает в военную школу, а Чжиган работает кули на пристани. Однажды он отказывается платить «деньги за защиту» и избивает вымогателей. Их босс восхищается умениями Чжигана и поэтому нанимает парня к себе на работу. Впоследствии Чжиган становится крупным дельцом.
Окончив обучение в военной школе, Чжан Чжицян получает задание поймать известного преступника: своего собственного брата. Дело доходит до противостояния.

## В ролях
- Лю Юн — Чжан Чжиган
- Дэнни Ли[англ.] — Чжан Чжицян
- Нам Хун[кит.] — мать Чжигана и Чжицяна
- Чау Лайкюнь — Яньфэнь
- Ку Фэн — Цянь Лаосань
- Чжань Сэнь[англ.] — Хуан Шоужэнь
- Цзян Дао — Чжоу Хэй
- Чен Кэйин — помощник Лаосаня
- Рики Харада — отец Чжигана и Чжицяна
- Вон Чунчхи — Чжиган в детстве
- Ли Цзюнь
- Алан Чань — помощник Хуан Шоужэня
- Ман Тинко — помощник Лаосаня
- Кён Хонь — Ню
- Ын Хонсан — киллер в ночном клубе
- Ян Чжицин — шеф полиции
- Вон Чхинхо — г-н Ван
- Юнь Сёньи[англ.] — головорез Лаосаня (массовка)

## Производство
«Братья» — ремейк «Стены», болливудского криминального фильма 1975 года. Авторы оригинального сценария Салимом Ханом и Джаведом Ахтаром частично почерпнули вдохновение в истории жизни бомбейского гангстера Хаджи Мастана. В оригинальной ленте снялись Амитабх Баччан (в роли брата-преступника, сыгранного в ремейке Тони Лю), Шаши Капур (в роли брата-законника, сыгранного Дэнни Ли), Нирупа Рой (в роли матери, сыгранной Нам Хун) и Ифтекхар (в роли, исполненной Ку Фэном). В «Братьях» повторены многие сцены наряду с диалогами, воспроизведёнными во многих местах в точности как в оригинале.
С другой стороны имеется несколько примечательных отличий. Продолжительность новой версии составляет 90 минут по сравнению с 176 минутами фильма-оригинала. Другие изменения отражают переход от индийской культуры к китайской, в частности съёмки проходили не в Бомбее, а в Гонконге, и преступный мир Бомбея был заменён на триады. Также встречаются культурные отсылки, адаптированные под китайского зрителя: например, число на значке брата-преступника 768, имеющее символическое значение в исламе, изменилось на 838, символизирующее китайский год лошади.

## Кассовые сборы
Гонконгская премьера на больших экранах состоялась 27 апреля 1979 года. Пять дней кинопроката (до 1 мая включительно) принесли кинокартине общую сумму сборов в 556 266 гонконгских долларов.

## Наследие
Картина сыграла ключевую роль в создании жанра «героического кровопролития» гонконгского боевого кино 1980-х. Элементы сюжета «Братьев» были переосмыслены в международно признанном достижении Джона Ву «Светлое будущее», который включал подобный конфликт между братьями на противоположных сторонах закона. В частности герой Ти Луна из «Светлого будущего» схож с персонажем Тони Лю в «Братьях» (в свою очередь основанным на персонаже Амитабха Баччана в «Стене»). Со своей стороны «Светлое будущее» стало эпохальным фильмом, которому приписывают создание жанра «героического кровопролития», оказавшим влияние на гонконгское боевое кино, а затем и на Голливуд. «Братья» также закрепили за Дэнни Ли образ офицера полиции, позже ни раз появившийся в гонконгских криминальных фильмах, таких как «Наёмный убийца» Джона Ву.